# Rogačić
Rogačić – wieś w Chorwacji, w żupanii splicko-dalmatyńskiej, w mieście Vis. W 2011 roku liczyła 12 mieszkańców.